# Église Sainte-Croix d'Oxford
Pour les articles homonymes, voir Église Sainte-Croix.
 (novembre 2018).
Si vous disposez d'ouvrages ou d'articles de référence ou si vous connaissez des sites web de qualité traitant du thème abordé ici, merci de compléter l'article en donnant les références utiles à sa vérifiabilité et en les liant à la section « Notes et références ».
L'église Sainte-Croix d'Oxford (St Cross Church en anglais), est un ancien édifice religieux situé sur St Cross Road, au Nord-Est de la ville d’Oxford, en Angleterre.
Il est aujourd’hui utilisé en tant que centre de conservation d’éléments historiques pour le Balliol College, constituant de l’Université d'Oxford.

## Histoire de l'église
Auparavant, la chapelle St Cross dépendait de l’église de St Peter-in-the-East (en) située sur Queen's Lane (en), dans le centre d’Oxford. La date précise de sa construction n’est pas connue, cependant, il se pourrait que la chapelle St Cross ait été bâtie aux alentours de l’année 890 par saint Grimbald. Pourtant, des fouilles archéologiques menées en 2009 n’ont révélé aucune trace prouvant l’existence de cette église à l’époque pré-normande.
Le chancel date du XIe siècle ou du début du XIIe siècle, et la nef, quant à elle, a été construite autour de 1160. La tour et les collatéraux ont été ajoutés au XIIIe siècle. Néanmoins, l’étage supérieur de la tour a été reconstruit en 1464, ainsi que l’arcade Nord et son allée au milieu du XVe siècle. Certains vitraux sont représentatifs de l’architecture gothique anglaise (gothique perpendiculaire), tandis que d’autres, tout aussi typiques, tiennent du style victorien.
Les collatéraux ont été réédifiés une nouvelle fois au XIXe siècle ; l’allée Nord en 1839 (sauf son extrémité Ouest) et l’allée Sud en 1843. Cette dernière a été pensée par l’architecte JM Derick. En 1876, un buffet d'orgue et une sacristie, conçus par H.J. Tollit (en), sont venus agrandir le collatéral Nord. Puis, en 1893, l’église, restaurée sous la direction d’E.P. Warren, s’est vue dotée de nouvelles claires-voies. La tour, quant à elle, a été réparée en 1908.
Le vitrail Ouest du collatéral Nord a été dessiné par GE Street et monté en 1855. Depuis, ce dernier a été déplacé, et, selon Sir Nikolaus Pevsner, cette situation semble « confuse ». Le vitrail Est du chancel a été réalisé par Hardman & Co (en).
Ces dernières années, l’entretien de la chapelle était effectué une fois par semaine, et ceci, jusqu’au 12 octobre 2008, date à laquelle cette dernière ferma.
Le cimetière d’Hollywell se situe derrière l’église et abrite les tombes de personnalités importantes. Parmi elles, on trouve celle du compositeur John Stainer (1840-1901) qui, lorsqu’il était professeur de musique à la faculté de Magdalen (Université d’Oxford) était également gardien de l’église St-Cross. Le célèbre horloger John Knibb (en) (1650-1722), qui fut élu maire d’Oxford en 1698 et en 1710, est également enterré à St-Cross auprès de sa femme et quatre de ses filles. John Snell, le fondateur de la bourse universitaire Snell (en) qui a permis de créer un lien entre l'université de Glasgow et celle d’Oxford, y a été inhumé en 1679. Dans ce même cimetière reposent également les Masters J.L. Strachan-Davidson (en) et A.L. Smith (en), morts dans l’exercice de leurs fonctions respectivement en 1916 et 1924.
L’église St Cross est un monument classé de catégorie 1.

## Centre de collections historiques
Pendant de nombreuses années, la fréquentation de l'église St Cross était en déclin. En février 2008, le Conseil de la Paroisse décida unanimement de permettre au Balliol College de l’Université d’Oxford de développer un centre d'archives et de recherche spécialement aménagé pour y exposer les collections du département de l’université. Ces dernières, ont, bien entendu, été mises à la disposition des membres de l'église.
Après la fermeture de l'église en 2008, des travaux ont été entrepris dans le but de transformer le bâtiment en un centre de collections historiques pour le Balliol College. Malgré cela, l'église n'a pas été déconsacrée : selon les termes figurant sur le bail de l’établissement d’une durée de 999 ans, le chœur a dû être conservé pour des services occasionnels.
Certaines installations de l'église ont été retirées, telles que l'orgue, qui a, par exemple, été transféré dans une église en Irlande. Les monuments commémoratifs, quant à eux, ont été, dans la mesure du possible, conservés à la même place que celle qu'ils occupaient avant 2008.
Les fonts baptismaux ont été déplacés, avec permission, de la porte Sud vers le côté Nord de la marche du chœur, afin de permettre à l’une des unités d’archives d’exploiter entièrement le collatéral Sud.
Les cloches demeurent in situ dans la tour, mais elles sont désormais inutilisables depuis que le Conseil municipal d'Oxford (en) a rejeté le projet de retrait de ces dernières. L'estimation du coût total de ces travaux s’élève à 3,3 millions de livres sterling depuis leur commencement en 2011.
En mai 2008, la Fondation Shirley (en) a contribué à hauteur d’un million de livres sterling pour la sauvegarde du centre de collection historique du Balliol College dans l’église de St-Cross.
Cette collection comprend les archives personnelles administratives de la faculté, de nombreuses traces écrites d’anciens étudiants et membres de l’université, des manuscrits provenant principalement de la réserve médiévale de la bibliothèque, des livres anciens dont des incunables et d’autres objets de collection auparavant localisés séparément ; tout ceci ayant permis l’expansion des services de la bibliothèque de l’université sur le principal site de Broad Street.
Un des ouvrages manuscrits (Balliol MS 317) est daté aux alentours de 1170 et a été conservé par l’établissement depuis 1276. Bien qu’elle soit aussi importante et large que certaines fondations récentes, le volume de la collection d’ouvrages médiévaux, ayant survécu à la bibliothèque contemporaine du collège, n’est pas composé d’acquisitions récentes de livres anciens.
St-Cross est la troisième église à avoir été convertie en bibliothèque pour l'Université d'Oxford, les deux autres étant All Saints (en) sur High Street (en) (Lincoln College) et Saint-Peter-In-The-East située à Queen's Lane, désormais connue sous le nom de St Edmund Hall.
Deux chapelles de couvent ont été également converties en bibliothèques supplémentaires ; celle de St Anthony's (Société de la Sainte Trinité Unie) et celle de Linacre (Société du Saint Enfant Jésus)
L’estimation du coût total de ce projet s’élève à 3 millions de livres sterling. L’établissement possède des infrastructures modernes de recherche. De par sa localisation dans le centre d’Oxford, l’église possède d’autres connexions que celle avec le Balliol College.

## Dans la fiction
Dans l’œuvre Noces de crime de Dorothy L.Sayers, le mariage du détective Lord Peter Wimsey et Harriet Vane se déroule à St Cross Church à Oxford, le 8 octobre 1935.